# Helvetia (equip ciclista)
L'equip Helvetia va ser un equip ciclista suís de ciclisme en ruta que va competir de 1988 a 1992. Malgrat tenir el nom de Weinmann-La Suisse durant la seva primera temporada, no s'ha de confondre amb l'equip Weinmann.

## Principals resultats
- Tour de Romandia: Gerard Veldscholten (1988)
- Campionat de Zuric: Steve Bauer (1989)
- Volta a Llombardia: Gilles Delion (1990)
- Giro de la Romanya: Beat Zberg (1992)

### A les grans voltes
- Giro d'Itàlia
  - 0 participacions

- Tour de França
  - 5 participacions (1988, 1989, 1990, 1991, 1992)
  - 3 victòries d'etapa:
    - 1 el 1988: Steve Bauer
    - 1 el 1989: Pascal Richard
    - 1 el 1992: Gilles Delion

  - 1 classificacions secundàries:
    - Classificació dels joves: Gilles Delion (1990)

- Volta a Espanya
  - 0 participacions